# Leichtathletik-Weltmeisterschaften 2022/Teilnehmer (Puerto Rico)
| Goldmedaillen | Silbermedaillen | Bronzemedaillen |
| ------------- | --------------- | --------------- |
| –             | –               | 1               |

Der Leichtathletikverband von Puerto Rico nahm an den Leichtathletik-Weltmeisterschaften 2022 in Eugene teil. Sieben Athletinnen und ein Athlet wurden vom puerto-ricanischen Verband nominiert.

## Medaillengewinnerin
| Medaille | Athletin              | Disziplin    |
| -------- | --------------------- | ------------ |
| Bronze   | Jasmine Camacho-Quinn | 100 m Hürden |

## Ergebnisse

### Männer

#### Zehnkampf
| Athlet              | Disziplin | 100 m   | Weitsprung | Kugelstoßen | Hochsprung | 400 m      | 110 m Hürden | Diskuswurf | Stabhochsprung | Speerwurf | 1500 m         | Punkte  | Platz |
| ------------------- | --------- | ------- | ---------- | ----------- | ---------- | ---------- | ------------ | ---------- | -------------- | --------- | -------------- | ------- | ----- |
| Ayden Owens-Delerme | Ergebnis  | 10,52 s | 7,64 m PB  | 14,97 m     | 2,02 m     | 45,07 s PB | 13,88 s      | 42,36 m    | 4,50 m         | 50,98 m   | 4:13,02 min PB | 8532 NR | 4     |
| Ayden Owens-Delerme | Punkte    | 970     | 970        | 788         | 822        | 1056       | 990          | 713        | 760            | 603       | 860            | 8532 NR | 4     |

### Frauen

#### Laufdisziplinen
| Athletin              | Disziplin    | Vorlauf | Vorlauf | Halbfinale | Halbfinale | Finale       | Finale |
| Athletin              | Disziplin    | Zeit    | Platz   | Zeit       | Platz      | Zeit         | Platz  |
| --------------------- | ------------ | ------- | ------- | ---------- | ---------- | ------------ | ------ |
| Gabby Scott           | 400 m        | 52,05 s | 22      | 51,97 s    | 20         | DNQ          | DNQ    |
| Beverly Ramos         | Marathon     |         |         |            |            | 2:31:10 h NR | 20     |
| Rachelle De Orbeta    | 20 km Gehen  |         |         |            |            | 1:41:55 h    | 36     |
| Jasmine Camacho-Quinn | 100 m Hürden | 12,52 s | 03      | 12,32 s SB | 04         | 12,23 s SB   | Bronze |
| Paola Vázquez         | 100 m Hürden | 13,13 s | 27      | DNQ        | DNQ        | –            | –      |
| Grace Claxton         | 400 m Hürden | 56,40 s | 26      | DNQ        | DNQ        | –            | –      |

#### Sprung/Wurf
| Athletin      | Disziplin | Qualifikation | Qualifikation | Finale     | Finale |
| Athletin      | Disziplin | Weite/Höhe    | Platz         | Weite/Höhe | Platz  |
| ------------- | --------- | ------------- | ------------- | ---------- | ------ |
| Coralys Ortiz | Speerwurf | 58,52 m       | 14            | DNQ        | DNQ    |